# Walckenaeria capito
Walckenaeria capito là một loài nhện trong họ Linyphiidae. Chúng được Johan Peter Westring miêu tả năm 1861.